# Zona Desmilitarizada da Coreia
A Zona Desmilitarizada da Coreia (ZDC, DMZ ou ZDM; em coreano: 한반도 비무장 지대; hanja: 韓半島非武裝地帶; rr: Hanbando Bimujang jidae) é uma faixa de terra que atravessa a península coreana. É estabelecida pelas disposições do Acordo de Armistício Coreano para servir como uma zona-tampão entre a Coreia do Norte e a Coreia do Sul. A zona desmilitarizada é uma barreira fronteiriça que divide a península coreana pela metade. Foi criada por acordo entre a Coreia do Norte, a República Popular da China e o Comando das Nações Unidas em 1953. A DMZ tem 250 quilômetros de comprimento e cerca de 4 quilômetros de largura.
Esta zona, feita especificamente para a contenção militar, é de carácter hostil e está quase despovoada de civis. Em 1970, foram descobertos três túneis que se usavam para espionagem e, vinte anos depois, encontrou-se outro, todos construídos por militares da Coreia do Norte. Toda a zona está permanentemente iluminada, excepto na área da ferrovia de Kaesong e Kosong (ambas na parte norte-coreana), Munson e Sokcho (no lado sul-coreano). No meio da Zona Desmilitarizada, fica a localidade de Panmunjon, onde se estabeleceu o armistício da Guerra da Coreia.
A parte sul-coreana da DMZ está administrada pela República da Coreia e pelos Estados Unidos. A DMZ é, devido à escassa actividade humana, uma faixa de grande riqueza e diversidade ecológica de flora e fauna.